# Olof Eneroth (1744–1808)
Olof Olofsson Eneroth, född 8 mars 1744 g.s. i Uppsala, död 11 februari 1808 i Gävle, var en svensk kyrkoherde och hovpredikant.
Eneroths föräldrar var stads- och akademibyggmästaren Olof Eneroth och Margaretha Pehrsdotter. Han var yngre bror till guldsmeden Petter Eneroth samt far till lantbrukaren och löjtnanten Carl Fredrik Eneroth (1769–1831) och kamreren Johan Christian Eneroth (1776–1848), som blev stamfäder för släkten Eneroths kvarlevande yngre huvudgrens första och andra grenar.